# Saint Asonia
Saint Asonia (stilizat ca SΔINT ΔSONIΔ) este un supergrup rock canadian-american format din vocalistul principal și chitaristul ritmic Adam Gontier, chitaristul-cheie Mike Mushok, basistul și vocalistul secundar Cale Gontier și bateristul Cody Watkins. În 2017, bateristul original al trupei, Rich Beddoe, a părăsit formația și a fost înlocuit de colegul de trupe al lui Mushok, Sal Giancarelli, iar un an mai târziu, basistul și vocalistul Corey Lowery a părăsit trupele pentru a se alătura Seether și locul său a fost ocupat de vărul lui Adam Gontier, Cale Gontier. Grupul s-a format la Toronto, Canada, în 2015, după plecarea lui Adam Gontier din Three Days Grace în 2013. Al doilea album de studio al formației, intitulat Flawed Design, a fost lansat pe 25 octombrie 2019. Pe 26 ianuarie 2020, bateristul formației Art of Dying, Cody Watkins, a devenit noul baterist al Saint Asonia, înlocuindu-l pe Sal Giancarelli.